# Petr Samek
Petr Samek (* 22. listopadu 1975) je bývalý český fotbalista, záložník. 

## Fotbalová kariéra
V české lize hrál za SK Hradec Králové. Nastoupil v 9 ligových utkáních. V nižších soutěžích hrál i za AFK Atlantic Lázně Bohdaneč, FK Slovan Pardubice, TJ Slavoj Předměřice nad Labem, TJ Dvůr Králové nad Labem, FC Spartak Rychnov nad Kněžnou, FK Náchod a FK Vysoká nad Labem. V Poháru Intertoto nastoupil v 1 utkání.

## Ligová bilance
| Ročník                            | Zápasy | Góly | Klub                        |
| --------------------------------- | ------ | ---- | --------------------------- |
| Gambrinus liga 1997/1998          | 5      | 0    | SK Hradec Králové           |
| Česká fotbalová liga 1998/1999    | -      | 2    | SK Hradec Králové „B“       |
| Gambrinus liga 1999/2000          | 4      | 0    | SK Hradec Králové           |
| Česká fotbalová liga 1999/2000    | -      | 1    | SK Hradec Králové „B“       |
| 2. česká fotbalová liga 1999/2000 | 15     | 1    | AFK Atlantic Lázně Bohdaneč |
| CELKEM 1. česká liga              | 9      | 0    |                             |